# Büchsenmuscheln
Die Büchsenmuscheln (Pandoridae) sind eine Muschel-Familie aus der Großgruppe der Anomalodesmata. Die ältesten Vertreter der Familie stammen aus dem Eozän.

## Merkmale
Die länglichen Gehäuse sind deutlich ungleichseitig und stark seitlich eingeengt (schmal). Sie werden mehrere Zentimeter lang. Die rechte Klappe ist meist flach, die linke Klappe mehr oder weniger stark gewölbt; sie überragt die rechte Klappe meist deutlich. Das Gehäuse ist auch ungleichseitig, die prominenten Wirbel sitzen vor der Mittellinie. Es ist im Umriss meist bootsförmig. der Ventralrand ist sehr weit gerundet. Der hintere Rand oft zu einem Schnabel ausgezogen. Der hintere Teil des Gehäuses ist oft etwas nach links verdreht. Der hintere Dorsalrand ist konkav gewölbt, das Hinterende steigt daher auf die Höhe der Wirbel an. Der vordere Dorsalrand ist konvex gewölbt und fällt flach ab.
Ein Ligament ist nur schwach ausgeprägt. Es ist dünn und liegt intern vor und hinter dem Wirbel. Eine eigentliche Schlossplatte fehlt. Es sind nur wenige Zähne vorhanden, oder das Schloss ist zahnlos. Die Siphonen sind kurz. Die beiden Schließmuskeln sind in etwa gleich groß. Im Adultstadium ist kein Byssus (mehr) vorhanden. Die Mantellinie ist nicht eingebuchtet.
Die Schale ist aragonitisch mit einer inneren Lage von schichtigem Perlmutter, einer mittleren Lage aus lentikularem Perlmutter und einer äußeren prismatischen Lage. Die Ornamentierung besteht aus randparallelen, feinen bis etwas gröberen Anwachsstreifen. Das Periostracum ist dünn mit gelegentlichen feinen Linien.

## Geographische Verbreitung, Lebensraum und Lebensweise
Die Arten der Familien kommen überwiegend in den tropischen und subtropischen Meeren sowie mit einigen Arten auch bis in gemäßigten Breiten vor.
Die meisten Arten graben flach im Sediment oder liegen ortsfest auf dem Sediment.

## Taxonomie
Das Taxon wurde 1815 von Constantine S. Rafinesque-Schmaltz als Unterfamilie Pandoracia Les Pandoracées aufgestellt. Es ist heute als Taxon im Überfamilien- und Familienrang anerkannt. Nach MolluscaBase umfasst die Familie derzeit folgende Gattungen:
- Familie Büchsenmuscheln (Pandoridae Rafinesque-Schmaltz, 1815)
  - Clidiophora Carpenter, 1864
  - Coania Valentich-Scott & Skoglund, 2010
  - Foveadens Dall, 1915
  - Frenamya Iredale, 1930
  - Heteroclidus Dall, 1903
  - Pandora Bruguière, 1797
    - Pandora inaequivalvis (Linnaeus, 1758)
    - Pandora pinna (Montagu, 1803)

## Belege